# کوه ایلاس بونگان
کوه ایلاس بونگان (به لاتین: Mount Ilas Bungaan) یک کوه در اندونزی است که در Berau Regency واقع شده‌است.